# Lautaro Spatz
Lautaro Marco Spatz di Lorenzo (Buenos Aires, 19 de octubre de 2001) es un futbolista argentino que juega como defensa central en el Algeciras C.F. de la Primera Federación.

## Trayectoria
Nacido en Buenos Aires, se forma como futbolista en el CD Puerto Malagueño y Elche CF antes de llegar al Cádiz CF en 2018, debutando con el filial el 9 de febrero de 2020, al partir como titular en un empate por 1-1 frente al FC Cartagena en la Segunda División B. Logra debutar con el primer equipo el 13 de noviembre de 2022 tras partir como titular en la derrota por 3-2 frente al Real Unión Club en la Copa del Rey.
En enero de 2023, se marchó cedido al Montevideo City Torque, hasta diciembre de 2023.
El 1 de septiembre de 2023,  sale rumbo a Andalucía para recalar en el Antequera C.F.
El 17 de julio de 2024, pasa a formar parte del Algeciras C.F. de la Primera Federación.

## Clubes
Actualizado al último partido disputado el 5 de enero de 2025.
| Club                            | País    | Año       | Partidos | Goles |
| ------------------------------- | ------- | --------- | -------- | ----- |
| Cádiz CF Mirandilla             | España  | 2020-2023 | 53       | 0     |
| Cádiz CF                        | España  | 2022-2023 | 1        | 0     |
| Montevideo City Torque (cedido) | Uruguay | 2023      | 2        | 0     |
| Antequera C.F.                  | España  | 2023-2024 | 21       | 2     |
| Algeciras C.F.                  | España  | 2024-act  | 16       | 3     |